# 直射太陽輻射計

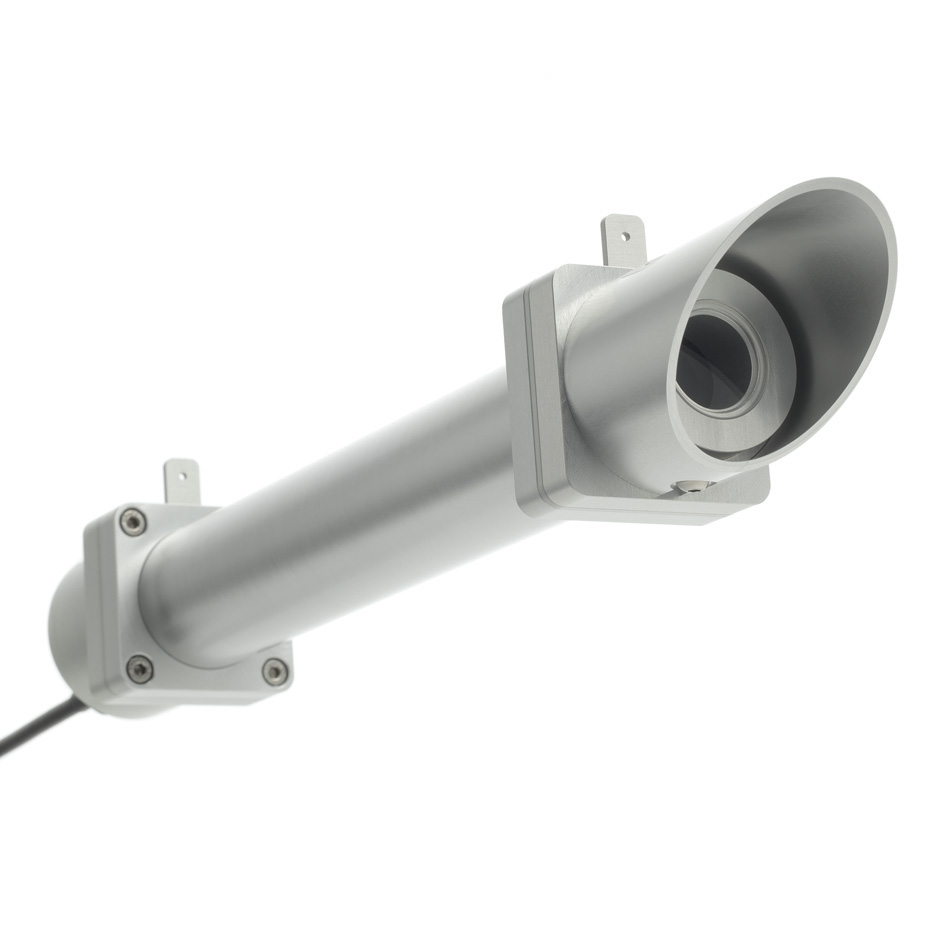
Hukseflux DR01 直射太陽輻射計

直射太陽輻射計（Pyrheliometer）是一種測量太陽直射輻射強度的儀器，主要測量太陽光中波長介於300至3000奈米的輻射強度。